# A2 Ethniki 1993-1994
L'A2 Ethniki 1993-1994 è stata la 33ª edizione della seconda divisione greca di pallacanestro maschile. L'8ª edizione con il nome di A2.

## Classifica finale
| #  | Teams                           | P  | V  | P  | Pt | Qualificate |
| -- | ------------------------------- | -- | -- | -- | -- | ----------- |
| 1  | Ampelokīpōi                     | 26 | 21 | 5  | 47 | Promozione  |
| 2  | Sporting Atene                  | 26 | 19 | 7  | 45 | Promozione  |
| 3  | Iōnikos Nikaias                 | 26 | 18 | 8  | 44 |             |
| 4  | Panellīnios K.A.E.              | 26 | 14 | 12 | 40 |             |
| 5  | KAE Īlysiakos                   | 26 | 14 | 12 | 40 |             |
| 6  | M.A.S. Filippos Thessalonikīs   | 26 | 14 | 12 | 40 |             |
| 7  | Esperos Kallithea               | 26 | 13 | 13 | 39 |             |
| 8  | Peiraïkos Syndesmos             | 26 | 13 | 13 | 39 |             |
| 9  | Nestōr Thessalonikīs            | 26 | 12 | 14 | 38 |             |
| 10 | Iraklio                         | 26 | 11 | 15 | 37 |             |
| 11 | Komotinī                        | 26 | 10 | 16 | 36 |             |
| 12 | MENT BC                         | 26 | 9  | 17 | 35 |             |
| 13 | Gymnastikos Syllogos Amarousiou | 26 | 9  | 17 | 35 | Retrocesse  |
| 14 | Prōteas N. Kosmou               | 26 | 5  | 21 | 31 | Retrocesse  |